# Aeroportul Kato
Aeroportul Kato (IATA: KTO, ICAO: SYKT) este un aeroport din Potaro-Siparuni, Guyana ce deservește zona Katō⁠(d).
Situat la o altitudine de 701 m, aeroportul dispune de o singură pistă.